# محمد يوسف المقريف
محمد يوسف المقريف (مواليد بنغازي، ليبيا 1940) هو أكاديمي ومؤرخ وسياسي وديبلوماسي ليبي شغل منصب رئيس المؤتمر الوطني العام الليبي منذ أغسطس 2012 إلى أن قدم استقالته في مايو 2013 امتثالًا لقانون العزل السياسي. ويعد المقريف من أقدم وأبرز المعارضين لحكم العقيد معمر القذافي الذي حكم ليبيا لأربعة عقود. فقد عارضه منذ عام 1980 عندما قدم استقالته من منصب سفير ليبيا لدى الهند وأعلن انفصاله عن نظام القذافي احتجاجا على انتهاكات حقوق الإنسان وتدمير مؤسسات البلاد.

## نشأته
نال المقريف شهادة التوجيهية (الثانوية العامة) عام 1958 وكان ترتيبه الأول على مستوى المملكة الليبية. تخرج من كلية الاقتصاد والتجارة بالجامعة الليبية عام 1962 بتقدير ممتاز مع درجة الشرف الأولى، وعين معيداً بالكلية ذاتها. ثم أكمل دراسته العليا ببريطانيا عام 1971 حيث نال الدكتوراه في مجال المحاسبة والمالية من جامعة لندن، وحصل على زمالة جمعية المحاسبين القانونيين بإنجلترا وويلز، وعضوية جمعية خبراء الضرائب ببريطانيا.
عين عام 1971 أستاذ جامعياً محاضراً بكلية الاقتصاد بالجامعة الليبية (التي عرفت بقاريونس)، ثم وكيلاً للكلية. ثم عين عام 1972 رئيساً لديوان المحاسبة في ليبيا (بدرجة وزير) وبقي في هذا المنصب حتى عام 1977.

## مسيرته السياسية

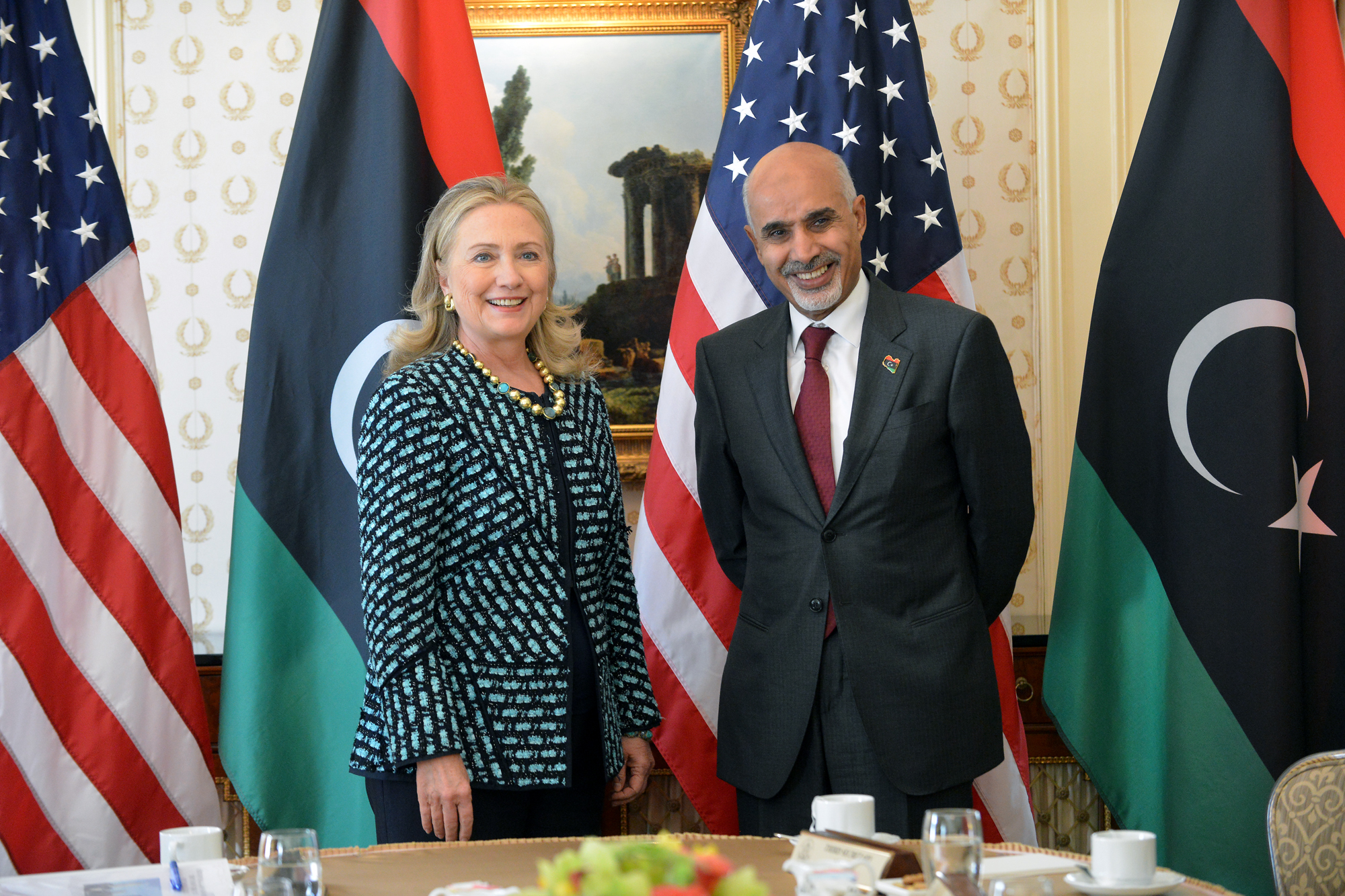
المقريف بجانب وزيرة خارجية الولايات المتحدة هيلاري كلينتون في سبتمبر 2012.

عين المقريف عام 1978 سفيراً لليبيا لدى جمهورية الهند قبل أن يعلن في عام 1980 استقالته وانضمامه إلى المعارضة الليبية في سعيها للإطاحة بنظام القذافي وإقامة بديل وطني دستوري ديمقراطي راشد. شارك عام 1981 في تأسيس الجبهة الوطنية لإنقاذ ليبيا، وانتخب أميناً عاماً لها في الأعوام : 1983، 1985,1992، 1995. استقال عام 2001 من قيادة الجبهة، وخصص جل وقته واهتمامه للبحث والتدوين والعمل الأكاديمي، حيث قام بتأليف عددٍ كبير من الكتب الأكاديمية والتوثيقية التي وثقت وسجلت الكثير من وقائع التاريخ السياسي الليبي الحديث.
وبعد نجاح ثورة 17 فبراير التي اطاحت بنظام معمر القذافي، انتخبه أعضاء المؤتمر الوطني العام الليبي في أغسطس 2012 رئيسا للمؤتمر من بين ثلاث مرشحين كان هو أحدهم بالإضافة لعلى زيدان وعبد الرحمن السويحلي. إلا أنه استقال في 28 مايو 2013 من منصبه إثر إقرار قانون العزل السياسي والذي يطاله. خلفه نائبه الأول جمعة عتيقة بشكل مؤقت على أن يتم انتخاب رئيس جديد من بين أعضاء المؤتمر. انتخب على إثر ذلك السيد نوري أبوسهمين رئيسا للمؤتمر الوطني العام.

## مؤلفاته
من أبرز الكتب والموسوعات التي ألفها:
- كيف خرب القذافي اقتصاد ليبيا
- ليبيا بين الماضي والحاضر 4 مجلدات
- ليبيا من الشرعية الدستورية إلى الشرعية الثورية
- جرائم اللجان الثورية في ليبيا
- مأساة ليبيا ومسؤولية القذافي
- انقلاب بقيادة مخبر
- القذافي - البليونير الفقير

## روابط خارجية
- محمد يوسف المقريف على موقع مونزينجر (الألمانية)